# Teorema de Sturm
El teorema de Sturm fue desarrollado por el matemático francés Jacques Charles François Sturm. Es útil para hallar los ceros de una función polinómica en un determinado intervalo. Dice lo siguiente:
A partir de un polinomio dado {\displaystyle f(x)\,}, se suponen los siguientes polinomios {\displaystyle f_{1}(x),f_{2}(x),f_{3}(x),...,f_{r}(x)\,\!} cumpliendo lo siguiente:

{\displaystyle f_{1}(x)=f'(x)\,\!}

{\displaystyle f(x)=q_{1}f_{1}(x)-f_{2}(x)\,\!}

{\displaystyle f_{1}(x)=q_{2}f_{2}(x)-f_{3}(x)\,\!}

{\displaystyle f_{r-1}(x)=q_{r}f_{r}(x)\,\!}

(Esto es, básicamente, el algoritmo de Euclides)
Para todo número real que no sea una raíz de {\displaystyle f(x)\,}, sea {\displaystyle v(a)\,} el número de variaciones en el signo de la sucesión numérica:

{\displaystyle f(a),f_{1}(a),f_{2}(a),...,f_{r}(a)\,\!}

en la que se omiten todos los ceros. Si {\displaystyle b\,} y {\displaystyle c\,} son números cualesquiera {\displaystyle (b<c)\,}, para los cuales {\displaystyle f(x)\,} no se anula, entonces el número de raíces distintas en el intervalo {\displaystyle [b,c]\,} (las raíces múltiples se cuentan solo una vez) es igual a {\displaystyle v(b)-v(c)\,}

## Ejemplo
Supongamos que queremos buscar el número de raíces en un rango, del polinomio {\displaystyle p(x)=x^{4}+x^{3}-x-1}. Entonces
{\displaystyle {\begin{aligned}p_{0}(x)&=p(x)=x^{4}+x^{3}-x-1\\p_{1}(x)&=p'(x)=4x^{3}+3x^{2}-1\end{aligned}}}
Usando la división polinomial para dividir p0 entre p1 tenemos como resto {\displaystyle -{\tfrac {3}{16}}x^{2}-{\tfrac {3}{4}}x-{\tfrac {15}{16}}}, y multiplicando ese resto por −1 obtenemos {\displaystyle p_{2}(x)={\tfrac {3}{16}}x^{2}+{\tfrac {3}{4}}x+{\tfrac {15}{16}}}.  Luego dividiendo p1 por p2 y multiplicando el resto por −1, obtenemos {\displaystyle p_{3}(x)=-32x-64}. Y dividiendo p2 por p3 y multiplicando el resto por −1, obtenemos {\displaystyle p_{4}(x)=-{\tfrac {3}{16}}}.
Entonces la cadena completa de polinomios de Sturm es:
{\displaystyle p_{0}(x)=x^{4}+x^{3}-x-1}
{\displaystyle p_{1}(x)=4x^{3}+3x^{2}-1}
{\displaystyle p_{2}(x)={\tfrac {3}{16}}x^{2}+{\tfrac {3}{4}}x+{\tfrac {15}{16}}}
{\displaystyle p_{3}(x)=-32x-64}
{\displaystyle p_{4}(x)=-{\tfrac {3}{16}}}
Para encontrar el número de raíces entre −∞ y ∞, primero se evalúa p0, p1, p2, p3, y p4 en −∞ y se obtiene la secuencia de signos resultantes: + − + + −, que tiene tres cambios de signo (+ a −, luego − a +, luego + a −). El mismo procedimiento para ∞ da como resultado la secuencia de signos + + + − −, que contiene solamente un cambio de signo. Entonces, el número de raíces del polinomio original entre −∞ y ∞ es 3 − 1 = 2. Es posible asegurar que es correcto al ver que p(x) = x4 + x3 − x − 1 puede ser factorizado como (x2 − 1)(x2 + x + 1), donde es claramente verificable que x2 − 1 tiene dos raíces −1 y 1 mientras que x2 + x + 1 no tiene raíces reales. En casos más complicados donde no existe un conocimiento avanzado sobre las raíces porque la factorización es imposible o impracticable, se puede experimentar con varios límites finitos, encontrando así la localización de las raíces.

## Demostración del teorema de Sturm

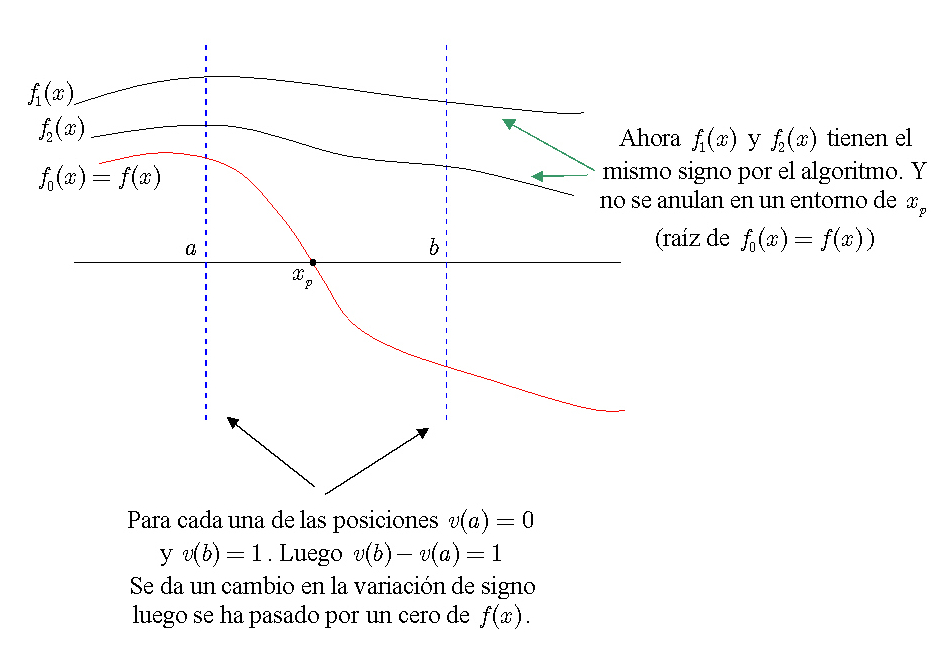
Visualización gráfica del Teorema de Sturm para raíces de

En primer lugar hay que dejar claro que, dada una sucesión de números reales en la que previamente se ha prescindido de posibles elementos nulos, se dice que dos términos consecutivos presentan variación cuando son de signos opuestos. Por ejemplo, en la sucesión 1, 3, -5, -2, 7 presenta dos variaciones.
Establecido este concepto, considérese una ecuación {\displaystyle f(x)=0\,} de grado {\displaystyle n\,} que se supondrá que admite únicamente raíces simples (lo que no restringe la generalidad, pues toda ecuación con raíces múltiples puede reducirse a otra que tiene las mismas raíces, pero simples. Este hecho se comprueba porque {\displaystyle f_{r}(x)\,} en la cadena anterior, es el máximo común divisor de cualquier par de polinomios de la misma. Por ello, al dividir todos los polinomios por {\displaystyle f_{r}(x)\,} se consegue rebajar los órdenes de multiplicidad de las raíces a uno.
Así pues, consideramos la llamada sucesión de Sturm resultante de dividir por {\displaystyle f_{r}(x)\,}. Llamamos a los términos de dicha sucesión: {\displaystyle f_{0}(x),f_{1}(x),f_{2}(x),...,f_{r}(x)\,}
En estas condiciones, si {\displaystyle x_{q}\,} es un cero de {\displaystyle f_{k}(x)\Rightarrow f_{k-1}(x_{q})\not =0\,} y {\displaystyle f_{k+1}(x_{q})\not =0\,}, puesto que si alguno de los dos fuese cero, lo sería el otro en virtud de la relación:

{\displaystyle f_{k-1}(x)=q_{k}f_{k}(x)-f_{k+1}(x)\,}

y descendiendo sería {\displaystyle f_{r}(x_{q})=0\,} !!! Lo cual es absurdo pues debería ser constante distinta de cero.
Sea un intervalo cerrado cualquiera y estúdiese la variación de signo en ese intervalo. Para ello considérese {\displaystyle x_{1},x_{2},x_{3},...,x_{p}\,} todas las raíces ordenadas de menor a mayor de los polinomios {\displaystyle f_{0}(x),f_{1}(x),f_{2}(x),...,f_{r}(x)\,} en el intervalo.
En los intervalos del tipo {\displaystyle (x_{i},x_{i+1})\,} no se anula ningún polinomio de la cadena, por tanto no hay variaciones en el signo, así pues, {\displaystyle v(a)=cte,\forall a\in (x_{i},x_{i+1})\,}.

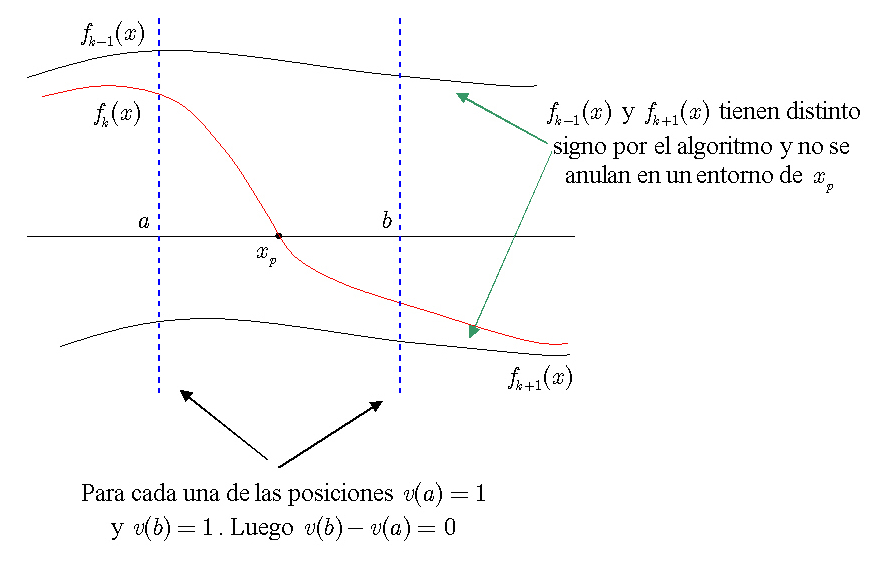
Visualización gráfica del Teorema de Sturm para raíces de

Pero supóngase ahora que {\displaystyle x_{q}\,} es raíz de {\displaystyle f_{k},k=1,2,...,r\,}. Por lo visto antes, si {\displaystyle f_{k}(x_{q})=0\Rightarrow f_{k-1}(x_{q})\,} y {\displaystyle f_{k+1}(x_{q})\,} son distintos de cero y, por tanto lo son en {\displaystyle (x_{q-1},x_{q}]\,} y {\displaystyle [x_{q},x_{q+1})\,}. Tenemos, pues, la siguiente situación:

{\displaystyle f_{k}(x_{q})=0\,}

{\displaystyle f_{k+1}(x)\not =0\,}

{\displaystyle f_{k-1}(x)\not =0\,}

{\displaystyle \forall x\in (x_{q-1},x_{q+1})\,}

Teniendo en cuenta que {\displaystyle \mathrm {sign} [f_{k-1}(x)]\not =\mathrm {sign} [f_{k+1}(x)]\,}. Luego en la sucesión {\displaystyle f_{k+1},f_{k},f_{k-1}\,} siempre hay un cambio de signo, por lo que {\displaystyle v(a)=1,\forall a\in (x_{q-1},x_{q+1})\,}. Es decir, para valores de {\displaystyle x\,} a la izquierda de {\displaystyle x_{q}\,} hay una variación. Para valores a la derecha de {\displaystyle x_{q}\,} hay otra variación. Por tanto al pasar por {\displaystyle x_{q}\,}, las variaciones de signo no cambia, esto es, {\displaystyle v(b)-v(a)=0\,} con {\displaystyle a\,} a la izquierda de {\displaystyle x_{q}\,} y {\displaystyle b\,} un valor a la derecha de {\displaystyle x_{q}\,} sin ser ceros de {\displaystyle f_{k}(x)\,}.
Ahora considérese que {\displaystyle x_{q}\,} es raíz de {\displaystyle f(x)\,}. Por tanto será raíz simple de {\displaystyle f_{0}(x)\,}. Según el algoritmo, {\displaystyle f_{1}(x)\,} y {\displaystyle f_{2}(x)\,} tendrán el mismo signo en un intervalo de esta nueva raíz {\displaystyle x_{q}\,}. Esto quiere decir que si para un intervalo (bien a la izquierda o a la derecha de {\displaystyle x_{q}\,}) la función {\displaystyle f_{0}(x)\,} toma signos iguales que {\displaystyle f_{1}(x)\,} y {\displaystyle f_{2}(x)\,}, al pasar {\displaystyle x\,} por el cero de {\displaystyle f_{0}(x)=f(x)\,},esto es, {\displaystyle x_{q}\,}, entonces {\displaystyle f(x)\,} tomará distintos valores que {\displaystyle f_{1}(x)\,} y {\displaystyle f_{2}(x)\,} al otro lado de la raíz {\displaystyle x_{q}\,}. A un lado de dicha raíz habrá variación nula de signo, y al otro lado habrá un cambio (variación) de signo. Lo cual quiere decir ahora que {\displaystyle v(b)-v(a)=1\,} y, por tanto, hay variación neta de signo al pasar por una raíz de {\displaystyle f_{0}(x)\,} es decir, por {\displaystyle f(x)\,}.
En resumen, si al pasar {\displaystyle x\,} por un cero de {\displaystyle f(x)\,} se pierde (o se gana) una variación, mientras que al pasar por un cero de {\displaystyle f_{k}(x)\,} no aumenta ni disminuye el número de ellas, se concluye que las variaciones de la sucesión de Sturm que se pierden (o ganan) cuando {\displaystyle x\,} va desde {\displaystyle a\,} hasta {\displaystyle b\,} son tantas como las raíces de la ecuación {\displaystyle f(x)=0\,} contenidas en el intervalo {\displaystyle (a,b)\,}